# Papille
En biologie et en anatomie, une papille est une petite excroissance charnue, la plupart du temps formée par un tissu épithélial. Le terme de papille rapproche donc des structures dont la forme générale est le seul point commun.

## Papilles de la langue
La langue est couverte de papilles gustatives, qui assurent la perception des goûts.

## Papilles des yeux

### Papille optique
La papille optique a la forme d'un disque et correspond à la zone de la rétine dans laquelle les fibres optiques se réunissent. Elle est également appelée point aveugle. La papille optique présente une double vascularisation artérielle. L'artère centrale de la rétine et les artères ciliaires postérieures courtes, forment le cercle anastomotique de Zinn-Haller.

### Papille lacrymale
Une papille lacrymale désigne le renflement situé au coin interne de l'œil. La papille lacrymale est percée d'un petit orifice, ouverture du canal lacrymal.

## Papille palatine ou incisive
C'est une petite excroissance sur l'avant du raphé (partie médiane du palais) juste en arrière des incisives supérieures. Les orthophonistes conseillent de l'utiliser comme repère de la position de repos de la pointe de la langue.

## Papilles dentaires
Une papille dentaire désigne la condensation de cellules odontoblastiques visible sur une coupe histologique d'une dent en développement. La papille dentaire apparaît chez l'embryon à 8 ou 10 semaines, et formera la dentine et la pulpe des dents.

## Papilles rénales
Une papille rénale désigne la pointe des pyramides rénales où les tubes collecteurs se déversent dans les calices rénaux.

## Papilles digitales
« Papilles digitales » est une autre désignation des empreintes digitales. Les « empreintes papillaires » ou « empreintes digitales » sont utilisées par la police scientifique pour identifier des personnes.

## Papilles mammaires
La papille mammaire est un autre nom donné au mamelon, le renflement de peau des mamelles par lequel s'écoule le lait chez les femmes et les mammifères

## Papilles stigmatiques
Chez les Angiospermes, les papilles stigmatiques sont les cellules épidermiques du stigmate. Au cours de la maturation du pistil, les papilles stigmatiques s'étendent pour former des cellules allongées réceptives à la pollinisation. C'est le lieu d'atterrissage du grain de pollen où il va s'hydrater, germer puis produire des tubes polliniques qui vont s'allonger pour atteindre l'ovule.